# Law & Order Paris
Law & Order Paris ist eine französische Krimiserie und eine Adaption der Serie Criminal Intent bzw. New York section criminelle (französischer Titel), die in Paris spielt. Die Serie wurde vom 8. Mai 2007 bis zum 6. November 2008 in Frankreich auf TF1 ausgestrahlt.
Ab dem 29. Januar 2011 wurde die Serie in Deutschland auf dem öffentlich-rechtlichen TV-Sender ZDF ausgestrahlt.

## Konzept
Im Gegensatz zu einigen der anderen Law & Order - Serien gibt es bei dieser Serie keine einleitenden Worte vor Beginn einer Folge.
Die Serie handelt von zwei Polizisten, die wie in Criminal Intent schwere Verbrechen aufklären. Bei den einzelnen Episoden handelt es sich um Kopien von ausgewählten Folgen der Originalserie.

## Besetzung und Synchronisation
Die deutsche Synchronisation entstand nach einem Synchronbuch und unter der Dialogregie von Horst Geisler durch die Synchronfirma Bavaria Synchron.
| Polizei   |                  |                 |      |            |    |                    |
| Lt.       | Vincent Revel    | Vincent Perez   | 01–3 | 01–20      | 20 | Philipp Brammer    |
| Lt.       | Claire Savigny   | Sandrine Rigaux | 01   | 01–8       | 8  | Kathrin Gaube      |
| Lt.       | Mélanie Rousseau | Audrey Looten   | 02–3 | 09–20      | 12 | Andrea Wick        |
| Chief     | Bonnefoy         | Jacques Pater   | 01   | 01–8       | 8  | Ulrich Frank       |
| Gericht   |                  |                 |      |            |    |                    |
| Juge      | Fontana          | Laure Killing   | 01   | 02, 4, 6–8 | 16 | Susanne von Medvey |
| Procureur | Fontana          | Laure Killing   | 02–3 | 09–20      | 16 | Susanne von Medvey |
| Juge      | Frances Lherbier | Hélène Godec    | 01   | 01, 3, 5   | 4  | Elisabeth Günther  |

Anmerkungen:
1. ↑  Der Rang innerhalb des Polizeireviers bzw. des Gerichts, den die dargestellte Figur innehat.
2. ↑  Revel wird allerdings auch als 'commandant’ bezeichnet, was ihn seinen Partnerinnen überstellt.

Bedeutung der Abkürzungen:
| Lt. –       | Lieutenant       |
| Chief –     | Polizeipräsident |
| Juge –      | Richterin        |
| Procureur – | Staatsanwältin   |

## Ausstrahlung

### Frankreich
In Frankreich wurde die erste Staffel vom 3. Mai bis zum 24. Mai 2007 in Doppelfolgen auf dem Sender TF1 ausgestrahlt. Die zweite Staffel wurde vom 20. März bis zum 3. April 2008 ausgestrahlt. Die dritte Staffel war vom 23. Oktober bis zum 6. November 2008 zu sehen.

### Deutschland
Die Serie wurde vom 29. Januar 2011 bis 11. Juni 2011 im ZDF erstausgestrahlt.

## Episodenliste
- Ausgewählte Folgen der Serie Criminal Intent – Verbrechen im Visier bildeten die Vorlage für die einzelnen Episoden.
- Obwohl die letzten sechs Folgen an einem Stück ausgestrahlt wurden, gehören nur die letzten vier zur letzten und dritten Staffel.
- In Belgien und Luxemburg sendete der französischsprachige Fernsehsender RTL TVI die zweite Staffel (mit Ausnahme der Folge Blessure secrète) schon vor der französischen Premiere.[4]

| Nummer (gesamt) | Nummer (Staffel) | Originaltitel Originalfolge von Criminal Intent | Deutscher Titel          | Erstausstrahlung (TF1) | Erstausstrahlung (ZDF) | Regie                   |
| 01              | 01               | Fantôme Das Phantom                             | Schattenbilder           | 3. Mai 2007            | 29. Januar 2011        | Gilles Béhat            |
| 02              | 02               | Requiem pour un assassin Ein heiliges Geheimnis | Requiem für einen Mörder | 3. Mai 2007            | 5. Februar 2011        | Gilles Béhat            |
| 03              | 03               | Le Serment Eiskalte Spur                        | Kaltblütig               | 10. Mai 2007           | 12. Februar 2011       | Gilles Béhat            |
| 04              | 04               | Addiction Verraten und verkauft                 | Süchtig                  | 10. Mai 2007           | 19. Februar 2011       | Bertrand Van Effenterre |
| 05              | 05               | Homme au scalpel Spurlos                        | Das Skalpell             | 17. Mai 2007           | 26. Februar 2011       | Gilles Béhat            |
| 06              | 06               | L’Ange de la mort Todesengel                    | Der Todesengel           | 17. Mai 2007           | 5. März 2011           | Bertrand Van Effenterre |
| 07              | 07               | Un homme de trop Fette Beute                    | Ein Mann zu viel         | 24. Mai 2007           | 12. März 2011          | Bertrand Van Effenterre |
| 08              | 08               | Le Justicier de l’ombre Im Namen des Herren     | Richter in eigener Sache | 24. Mai 2007           | 19. März 2011          | Bertrand Van Effenterre |

| Nummer (gesamt) | Nummer (Staffel) | Originaltitel Originalfolge von Criminal Intent | Deutscher Titel        | Erstausstrahlung (RTL TVI) | Erstausstrahlung (ZDF) | Regie              |
| 09              | 01               | L’amour fou Geisteskrank                        | Besessen               | 29. Februar 2008           | 26. März 2011          | Jean-Teddy Filippe |
| 10              | 02               | Un cri dans la nuit Leiche im Keller            | Tödliches Spiel        | 29. Februar 2008           | 2. April 2011          | Jean-Teddy Filippe |
| 11              | 03               | Trafics Doppelleben                             | Die Tote im Kofferraum | 7. März 2008               | 9. April 2011          | Jean-Teddy Filippe |
| 12              | 04               | Rédemption Tödliche Neugier                     | Späte Vergeltung       | 7. März 2008               | 16. April 2011         | Jean-Teddy Filippe |
| 13              | 05               | Suite funéraire Die Botox-Tote                  | Das Komplott           | 14. März 2008              | 23. April 2011         | Gérard Marx        |
| 14              | 06               | Visions Auge um Auge                            | Gefährliche Versuche   | 14. März 2008              | 30. April 2011         | Gérard Marx        |
| 15              | 07               | Complot Eine Leiche im Keller                   | Die Rache des Richters | 21. März 2008              | 7. Mai 2011            | Gérard Marx        |
| 16              | 08               | Blessure secrète Zahltag                        | Der Spieler            | 20. März 2008 (TV1)        | 14. Mai 2011           | Gérard Marx        |

| Nummer (gesamt) | Nummer (Staffel) | Originaltitel Originalfolge von Criminal Intent | Deutscher Titel    | Erstausstrahlung (TF1) | Erstausstrahlung (ZDF) | Regie              |
| 17              | 01               | La grande vie Der Insider                       | Doppeltes Spiel    | 23. Oktober 2008       | 21. Mai 2011           | Dominique Tabuteau |
| 18              | 02               | La quête Hinterrücks                            | Der verlorene Sohn | 23. Oktober 2008       | 28. Mai 2011           | Dominique Tabuteau |
| 19              | 03               | Un crime d’amour Tödlicher Ehrgeiz              | Mord aus Liebe     | 30. Oktober 2008       | 4. Juni 2011           | Dominique Tabuteau |
| 20              | 04               | Comme un frère Die Sippe                        | Späte Rache        | 6. November 2008       | 11. Juni 2011          | Dominique Tabuteau |